# Bandera d'Andorra
La bandera d'Andorra es va adoptar el 1866. El disseny de la bandera consisteix en una combinació tricolor vertical de blau, groc i vermell amb l'escut d'armes al centre.
Fins a l'any 1866, doncs, Andorra no va tenir una bandera oficial. Generalment s'utilitzava una ensenya basada en els colors medievals catalans (com a ensenya reial de la Corona d'Aragó) i la casa de Foix; normalment franges verticals (si bé de vegades també s'utilitzava en format horitzontal) de color groc i vermell.
A partir del 1866 s'establí com a oficial una bandera que barreja els colors de la bandera francesa i l'espanyola, proposada per Guillem d'Areny-Plandolit a Napoleó III per a la Nova Reforma i la participació d'Andorra en l'Exposició Universal de París del 1867, en què va compartir un palau amb Luxemburg, Mònaco i San Marino, però fins a finals de segle xix no es tenia una idea clara i definida sobre la bandera.
L'escut d’armes andorrà correspon al que es troba a la façana de la Casa de la Vall, que el Consell de la Terra, sota el mandat del Síndic General Joan Antoni Torres, va comprar el 1702 per reunir-s'hi. La forma de l'escut correspon exactament a la descripció que el Manual Digest en féu el 1748.
Quan Andorra es va convertir en un estat de dret (aprovació de la Constitució el 1993) i va ingressar a l'ONU (1994), el 1996 la bandera oficial va ser fixada amb franges verticals i amb l'escut del país al centre. S'hi va haver d'incloure l'escut per evitar confusions amb la bandera del Txad, que té els mateixos colors que la d'Andorra, tot i que a Andorra es poden veure banderes sense escut perquè n'està permès l'ús a l'interior del país. Les banderes de Romania i Moldàvia també tenen una gran semblança amb l'andorrana.

## Construcció i dimensions

Plantilla de construcció de la bandera.

### Colors
Els colors oficials de la bandera d'Andorra estan recollits a la Normativa gràfica per a la reproducció de l'escut i la bandera de l'Oficina de Marques i aprovada pel govern d'Andorra el 5 de maig de 1999.
| Model de color | Blau       | Groc        | Vermell    | Marró         |
| -------------- | ---------- | ----------- | ---------- | ------------- |
| Pantone        | 072C       | Groc C      | 199 C      | 478 C         |
| CMYK           | 100-90-0-7 | 0-1-100-0   | 0-100-79-0 | 13-25-52-6    |
| RGB            | 16, 6, 159 | 254, 221, 0 | 213, 0, 50 | 198, 170, 118 |
| HTML           | 10069F     | FEDD00      | D50032     | C6AA76        |

## Banderes històriques

Bandera d'Andorra des d'almenys el 1806 fins al 1866.
Bandera emprada breument durant el regnat de Boris I (1934)
Bandera d'Andorra (1939-1949)
Bandera d'Andorra (1949-1959)

## Altres banderes

Bandera civil